# Helen McEntee
Helen McEntee (ur. 8 czerwca 1986 w m. Navan) – irlandzka polityk, działaczka Fine Gael, deputowana, od 2020 minister.

## Życiorys
Córka polityka Shane’a McEntee. W 2007 ukończyła Dublin City University, na którym studiowała prawo, nauki polityczne i ekonomię. Krótko pracowała w sektorze bankowym. Uzyskała magisterium z dziennikarstwa i komunikacji w Griffith College w Dublinie. Zaangażowała się w działalność polityczną w ramach Fine Gael, była asystentką swojego ojca, sprawującego mandat deputowanego.
W 2013 po raz pierwszy została wybrana do Dáil Éireann. Wystartowała wówczas w wyborach uzupełniających przeprowadzonych po śmierci jej ojca. Z powodzeniem ubiegała się o poselską reelekcję w 2016, 2020 i 2024.
Od 2017 była ministrem stanu (niewchodzącym w skład gabinetu) do spraw stosunków europejskich. W czerwcu 2020 objęła urząd ministra sprawiedliwości w rządzie Micheála Martina. W kwietniu 2021 w związku z urlopem macierzyńskim jej obowiązki przejęła czasowo Heather Humphreys. Helen McEntee pozostała w gabinecie na stanowisku ministra bez teki. W listopadzie tegoż roku powróciła na funkcję ministra sprawiedliwości. W listopadzie 2022 w związku z następnym urlopem macierzyńskim ponownie zastąpiła ją Heather Humphreys, a Helen McEntee kolejny raz przeszła na stanowisko ministra bez teki.
Pozostała ministrem bez teki w grudniu 2022, gdy nowym premierem zgodnie z porozumieniem koalicyjnym został Leo Varadkar; zaplanowano przy tym jej powrót na urząd ministra sprawiedliwości (obowiązki te przejął czasowo tym razem Simon Harris). W czerwcu 2023 ponownie objęła funkcję ministra sprawiedliwości. Utrzymała ją również w utworzonym w kwietniu 2024 gabinecie Simona Harrisa. W październiku tegoż roku powołano ją na zastępczynię lidera FG (w miejsce Heather Humphreys). W styczniu 2025 została ministrem edukacji i młodzieży w powstałym wówczas drugim gabinecie Micheála Martina.